# Die Reise zum Mars
Die Reise zum Mars von Hans Dominik ist eine technisch-wissenschaftliche Zukunftsgeschichte. Sie erschien 1908 in der jährlich erscheinenden Buchreihe Das Neue Universum (Band 29) sowie in der 1977 im Heyne Verlag als Taschenbuch Nr. 3562 erschienenen Sammlung von Kurzgeschichten von Hans Dominik Ein neues Paradies.

## Inhalt
Im Jahre 2108 haben die Menschen Luft, Wasser und eine grüne Vegetation auf dem Mars nachgewiesen. Aber es ist noch keinem Menschen gelungen, zum Mars zu fliegen. Dies ändert sich erst, als Doktor Müller eine Flüssigkeit erfindet, mit der er Materie der Einwirkung der Schwerkraft entziehen kann. Mit dem Geld des Pariser Marspreises wird eine Kugel erbaut, mit der die ersten beiden Menschen zum Mars aufbrechen. Dort glücklich angekommen, finden sie eine Landschaft wie im Berner Oberland mit Pflanzen und Tieren vor.
Teile der Erzählung erinnern an Kurd Laßwitz und seinen Marsroman Auf zwei Planeten. Kurd Laßwitz war Lehrer am Gymnasium in Gotha, als Hans Dominik dort zur Schule ging.

## Zur Kurzgeschichte
Hans Dominik schrieb diese unterhaltsame und zugleich belehrende Erzählung zu einer Zeit, als nach der Entdeckung der Marskanäle ein regelrechtes Marsfieber grassierte. Bruno H. Bürgel schrieb dazu in seiner volkstümlichen Himmelskunde Aus fernen Welten, die 1910 in erster Auflage erschien: Als der Verfasser dieses Buches als junger Mann zur Sternwarte kam, pflegten sich die Gymnasiasten nicht wie heute über irgendwelche Sportgrößen zu unterhalten und zu streiten, sie stellten geistreiche Betrachtungen an über die so viel besprochene Frage: Ist der Mars bewohnt? Sind die auf ihm entdeckten „Kanäle“ großartige Bauten der Marsingenieure?
Bereits am Anfang seiner Erzählung aus dem Jahre 2108 zeigt Hans Dominik auf, wie man sich Informationen über den Mars beschaffen kann, ohne dort gewesen zu sein: Die Ergebnisse einer verbesserten und erweiterten Spektralanalyse ließen mit untrüglicher Sicherheit erkennen, daß der Nachbarplanet der Erde, der Mars, Wasser, Luft und eine grüne Vegetation besaß. Leider sind alle Versuche, den Mars zu erreichen, misslungen. Hans Dominik schreibt: In der zweiten Hälfte des zwanzigsten Jahrhunderts hatte ein australischer Milliardär, wohl durch eine fantastische Schrift Jules Vernes angeregt, den Versuch unternommen, aus einem Riesengeschütz ein gewaltiges Geschoß zum Mars zu senden. Der Versuch war schmählich mißlungen. Noch bevor das Geschoß die Atmosphäre der Erde selber passiert hatte, war es durch die unendliche Reibung zerschmolzen und zu Dampf zerspritzt.
Die Reise zum Mars wird erst möglich, als im Jahre 2109 Doktor Müller eine Möglichkeit findet, die Einwirkung der Schwerkraft aufzuheben. Mit den Reisenden Doktor Müller und Monsieur Durand an Bord wird dann im Jahre 2110 eine Kugel als erstes Marsraumschiff aus einem Richtrohr im Komgostaat abgelassen. Die Kugel enthält Lufterneuerungsanlagen, eine Heizung und Proviant. Dies erinnert an den Roman Von der Erde zum Mond von Jules Verne.
Am Mars angekommen, bremsen sie unter Verwendung der Schwerkraft ab und lassen ihr Raumschiff auf einem baumfreien Gebirgskamm 500 m oberhalb der Wälder aufsetzen. Der Luftdruck ist zwar nur halb so groß wie auf der Erde, dafür enthält die Marsluft doppelt so viel Sauerstoff wie die irdische Luft, so dass die Reisenden ihr Fahrzeug verlassen können. Draußen finden sie Kräuter, Bäume, Blumen, Pilze, Moose und Farne und vom Tierleben Würmer, Käfer und Schmetterlinge. „Man könnte es für einen Nachmittag im Berner Oberland halten“, meinte Doktor Müller.
Bevor sie nach kurzem Aufenthalt zur Erde zurückkehren, lassen sie noch die deutsche und die französische Fahne auf dem Mars zurück sowie geometrische Lehrsätze auf einem Stein als Hinweis für intelligente Marsbewohner. Als Souvenir pflücken sie einen großen Strauß marsianischer Gebirgsblumen. Im letzten Augenblick vor der Abfahrt bricht ein Lebewesen, das etwa einem riesigen Urwaldbären vergleichbar ist, durch das Dickicht und bewegt sich auf das Raumschiff zu.
Bald nach der glücklichen Heimkehr zur Erde wird der planmäßige Verkehr zwischen Erde und Mars aufgenommen.